# Corona de lágrimas (telenovela de 1965)
Corona de lágrimas es una telenovela mexicana producida por Valentín Pimstein para Telesistema Mexicano (hoy Televisa) en 1965. Escrita por Manuel Canseco Noriega y dirigida por Jesús Valero, fue protagonizada por Prudencia Grifell, Enrique del Castillo, Jorge Lavat, Raúl Meraz, Evita Muñoz "Chachita", Pilar Sen y Aurora Alvarado. La clásica madrecita anciana, viuda y que vive en un patio de vecindad con sus hijos, con las limitaciones propias de su medio, limitaciones en el trabajo de los hijos, etc.

## Elenco
- Prudencia Grifell - Refugio Moncada Vda. de Chavero "Doña Cuca"
- Enrique del Castillo - Ignacio "Nachito" Chavero Moncada
- Jorge Lavat - Edmundo "Dandy" Chavero Moncada
- Raúl Meraz - Fernando Chavero Moncada
- Evita Muñoz "Chachita" - Olga Ancira
- Pilar Sen - Mercedes Cervantes de Ancira
- Aurora Alvarado - Lucero Fuentes
- Fernando Mendoza - Don Leonardo
- Miguel Maciá - Comandante
- Sergio Klainer - Teniente
- Horacio Salinas
- Jorge Fegan
- Jorge del Castillo
- Jorge Beirutte - Norteño
- Mariela Flores - Lucía

## Emisión en el extranjero
Esta es una lista de emisiones internacionales de Corona de lágrimas (1965). 

### Sudamérica
- Argentina: CVI 3 (1986)

- Colombia: Teletigre (1967)

- Paraguay: CVC 2 (1988)

## Versiones
- Corona de lágrimas está basada en la radionovela del mismo nombre, difundida en 1955, también de autoría de Manuel Canseco Noriega.
  - En 1968, se realizó una versión cinematográfica con el mismo nombre, también escrita por Canseco Noriega y adaptada y dirigida por Alejandro Galindo. Protagonizada por Marga López y Enrique Lizalde.
  - En 2012, se realizó una versión libre de la misma telenovela, con la adaptación de Jesús Calzada y producida por José Alberto Castro. Protagonizada por Victoria Ruffo, Mané de la Parra, José María Torre y Alejandro Nones y la actuación especial de la Costarricense Maribel Guardia.